# Atomorpha marmorata
Atomorpha marmorata är en fjärilsart som beskrevs av Bang-haas 1907. Atomorpha marmorata ingår i släktet Atomorpha och familjen mätare. Inga underarter finns listade i Catalogue of Life.